# Piros (keresztnév)
A Piros a piros színnévből származó régi magyar személynév. Eredetileg arc vagy hajszínre utalhatott, és családnévvé is vált. Újabban a Piroska beceneveként is használják.

## Rokon nevek
- Pirit:[1] régi magyar női név, a pirít igéből származó régi Pyrohta, Pyrito névből való, aminek a jelentése piros, és eredetileg arcszínre utalhatott.

## Gyakorisága
Az 1990-es években a Piros és a Pirit szórványos név, a 2000-es években nem szerepelnek a 100 leggyakoribb női név között.

## Névnapok
Piros, Pirit
- január 18.

## Híres Pirosok, Piritek
- „Piros” utónevű személyek szócikkeinek listája a Wikidata alapján